# سرخس چتری
سرخس چتری (نام علمی: Sticherus cunninghamii) نام یک گونه از سرده سرخس‌های سپری است.